# Алфёрово (Гороховецкий район)
Алфёрово — деревня в Гороховецком районе Владимирской области России, входит в состав Денисовского сельского поселения.

## География
Деревня расположена в 14 км на северо-восток от центра поселения посёлка Пролетарский и в 18 км на юго-запад от Гороховца.

## История
В XIX — первой четверти XX века деревня входила в состав Кожинской волости Гороховецкого уезда, с 1926 года — в составе Гороховецкой волости Вязниковского уезда. В 1859 году в деревне числилось 15 дворов, в 1905 году — 17 дворов, в 1926 году — 24 двора.
С 1929 года деревня входила в состав Леоновского сельсовета Гороховецкого района, с 1940 года — в составе Чулковского сельсовета, с 2005 года в составе Денисовского сельского поселения.

## Население
| 1859 | 1905 | 1926 | 2002 | 2010 | 2021 |
| ---- | ---- | ---- | ---- | ---- | ---- |
| 124  | ↘105 | ↗111 | ↘3   | ↘2   | ↘0   |